# 오연이
오연이(吳連伊, 1960년 1월 22일, 경상남도 의령군 부림면 ~ )은 대한민국의 제5대 경상남도 의령군의원이었다.

## 학력
- 신반정보고등학교 졸업

## 경력
- 2006 의령 홍의정 전국 최초 여성 사두
- 의령군 궁도협회 회장
- 전국 여궁사회 총무
- JC부인회 사무국장
- 의령군청 사회복지과 근무
- 제5·6대 전국여궁사 궁도협회 회장
- 대한궁도협회 이사
- 2006.07 ~ 2010.06 제5대 경상남도 의령군의회 의원
- 2006.07 ~ 2008.07 제5대 경상남도 의령군의회 전반기 운영위원회 위원장
- 2006.07 ~ 2008.07 제5대 경상남도 의령군의회 전반기 자치행정위원회 위원
- 2006.07 ~ 2008.07 제5대 경상남도 의령군의회 전반기 예산결산특별위원회 위원
- 2008.07 ~ 2010.06 제5대 경상남도 의령군의회 후반기 운영위원회 위원
- 2008.07 ~ 2010.06 제5대 경상남도 의령군의회 후반기 산업건설위원회 위원
- 제12~17기 민주평화통일자문회의 경상남도 의령군 협의회 감사
- 국민건강관리공단 등급판정위원회 위원
- 의령군 발전협의회 위원
- 의령군 4-H연합회 회원
- 제9대 전국여궁사회 회장
- 소방클린위원회 위원
- 2013.03 ~ 2016.06 제17대 경상남도 궁도협회 회장
- 국립4개대학교 경남여성지도자 사무총장
- 대한궁도협회 경상남도지부장
- 새누리당 여성부위원회 부위원장
- 2016.06 초대 통합경남궁도협회 회장
- 제17기 민주평화통일자문회의 감사

## 수상
- 2000 의령군수 표창
- 2009 민주평화통일자문회의 의령군협의회 이명박 대통령상 수상
- 2016 대한궁도협회 공로상 수상

## 역대 선거 결과
| 실시년도 | 선거      | 대수 | 직책   | 선거구      | 정당     | 득표수   | 득표율          | 순위         | 당락 | 비고           |
| -------- | --------- | ---- | ------ | ----------- | -------- | -------- | --------------- | ------------ | ---- | -------------- |
| 2006년   | 지방 선거 | 5대  | 군의원 | 경남 의령군 | 한나라당 | 13,265표 | \| \| 65.08% \| | 비례대표 1번 |      | 초선, 민선 4기 |
|          | 65.08%    |      |        |             |          |          |                 |              |      |                |